# Mynnilän Arboretum
El Arboreto Mynnilän en finés : Mynnilän arboretum, es un Arboreto de unas 120 hectáreas de extensión, que se encuentra en Sysmä, Finlandia.

## Localización
El Arboreto Mynnilän se encuentra ubicado en los alrededores de Sysmä.
Mynnilän arboretum Sysmä, Päijänne Tavastia, Suomen Tasavalta-Finlandia.61°30′0″N 25°41′0″E / 61.50000, 25.68333

## Historia
El arboreto Mynnilän se estableció en 1998 gracias a la iniciativa del vecino de Sysmä Ensio Soutamon, con la intención de investigar el cultivo y crecimiento de árboles foráneos a esta región de Finlandia. El espécimen más antiguo tiene ya 60 años de edad y el más joven en el año 2007 y con seguridad se irá aumentando la colección. 
En general, el arboreto está cultivando más de 100 tipos diferentes de coníferas y árboles caducifolios. Las coníferas, representan alrededor del 40%. Además de los árboles, también se pueden visitar una serie de arbustos y plantas perennes.  

## Colecciones
El arboreto se compone de tres espacios Salmela, Mynnilä y Hörhä, con una superficie combinada de aproximadamente 120 hectáreas, con más de 800 especies diferentes de plantas.. 
Alberga áreas de estudio para cultivar cientos de diferentes especies de plantas leñosas, así como la misma especie de diferentes orígenes (variedades y subespecies). 
Parcelas de árboles especiales que en la actualidad cuenta con más de 20 hectáreas, la mayoría de las cuales están plantadas con abedules. 
Además en la parcela especial de Salmela se encuentra cultivadas especies foráneas que destacan principalmente por su pequeño porte. 
Entre las especies cultivadas, destacan:
- Abies: Abies amabilis, Abies balsamea, Abies concolor, Abies fraseri, Abies koreana, Abies lasiocarpa, Abies sachaliensis, Abies sibirica, Abies sibirica,
- Chamaecyparis: Chamaecyparis pisifera,
- Juniperus: Juniperus híbrido chino. 'Mint Julep', Juniperus communis, Juniperus communis f. columnaris, pilarikataja, Juniperus communis 'Repanda', Juniperus horizontalis 'Glauca', Juniperus scopulorum,
- Larix: Larix decidua, Larix gmelinii, Larix gmelinii var. japonica, Larix gmelinii var. olgensis, Larix kaempferi, Larix lariciana, Larix sibirica,
- Picea: Picea abies, Picea abies f. aurea, Picea abies f. cubans, Picea abies 'Akka', Picea abies 'Ukko', Picea abies f. pendula, Picea abies f. virgata, Picea abies 'Hyrry', Picea engelmannii, Picea glauca, Picea jezoensis, Picea mariana, Picea omorika,
- Pinus : Pinus cembra subsp. sibirica, Pinus concorta, Pinus mugo, Pinus mugo var. 'Pumilio', Pinus peuce, Pinus ponderosa, Pinus sylvestris,
- Thujas : Thuja occidentalis, Thuja occidentalis var. 'Globosa', Thuja occidentalis var. 'Holmstrup', Thuja plicata,